# Вернон-Сентер (город, Миннесота)
Вернон-Сентер (англ. Vernon Center) — город в округе Блу-Эрт, штат Миннесота, США. На площади 1,3 км² (1,3 км² — суша, водоёмов нет), согласно переписи 2002 года, проживают 359 человек. Плотность населения составляет 280,8 чел./км².
- Телефонный код города — 507
- Почтовый индекс — 56090
- FIPS-код города — 27-66910[1]
- GNIS-идентификатор — 0653640[2]